# Тудор-Владіміреску (Телеорман)
Тудор-Владіміреску (рум. Tudor Vladimirescu) — село у повіті Телеорман в Румунії. Входить до складу комуни Салча.
Село розташоване на відстані 109 км на південний захід від Бухареста, 34 км на захід від Александрії, 96 км на південний схід від Крайови.

## Населення
За даними перепису населення 2002 року у селі проживали 1058 осіб, з них 1057 осіб (99,9%) румунів. Усі жителі села рідною мовою назвали румунську.